# Andrew Bowler
Andrew Bowler é um cineasta norte-americano. Como reconhecimento, foi nomeado ao Oscar 2012 na categoria de Melhor Curta-metragem por Time Freak.